# Rechen-August

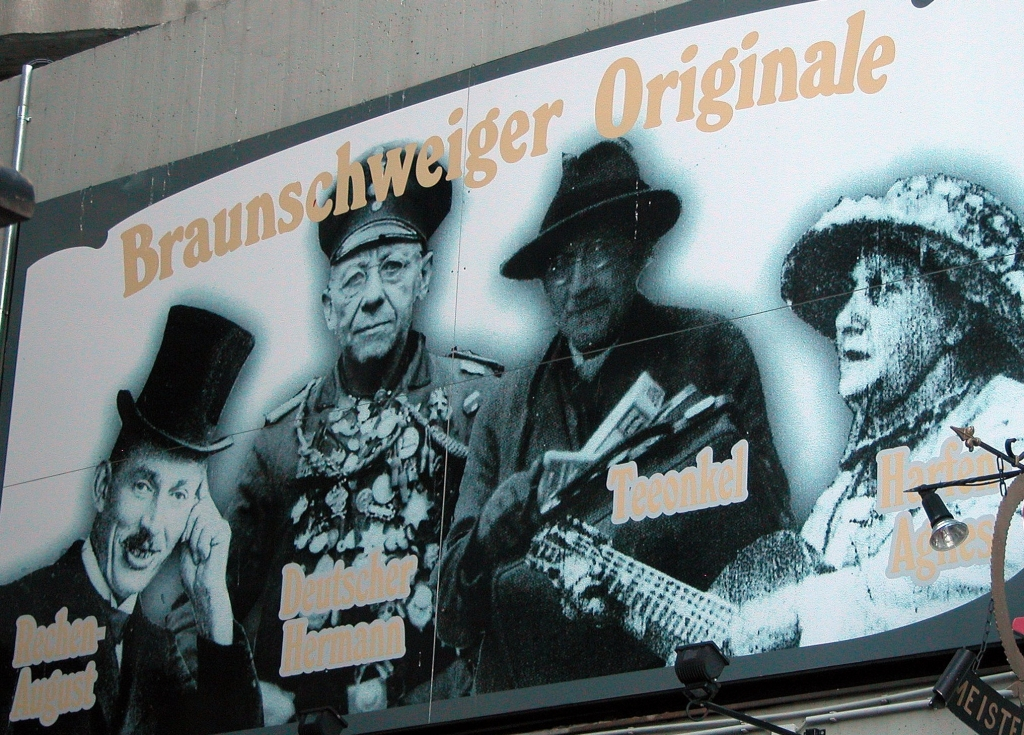
Braunschweiger Originale (v. l. n. r.): Rechen-August, Deutscher Hermann, Tee-Onkel und Harfen-Agnes.

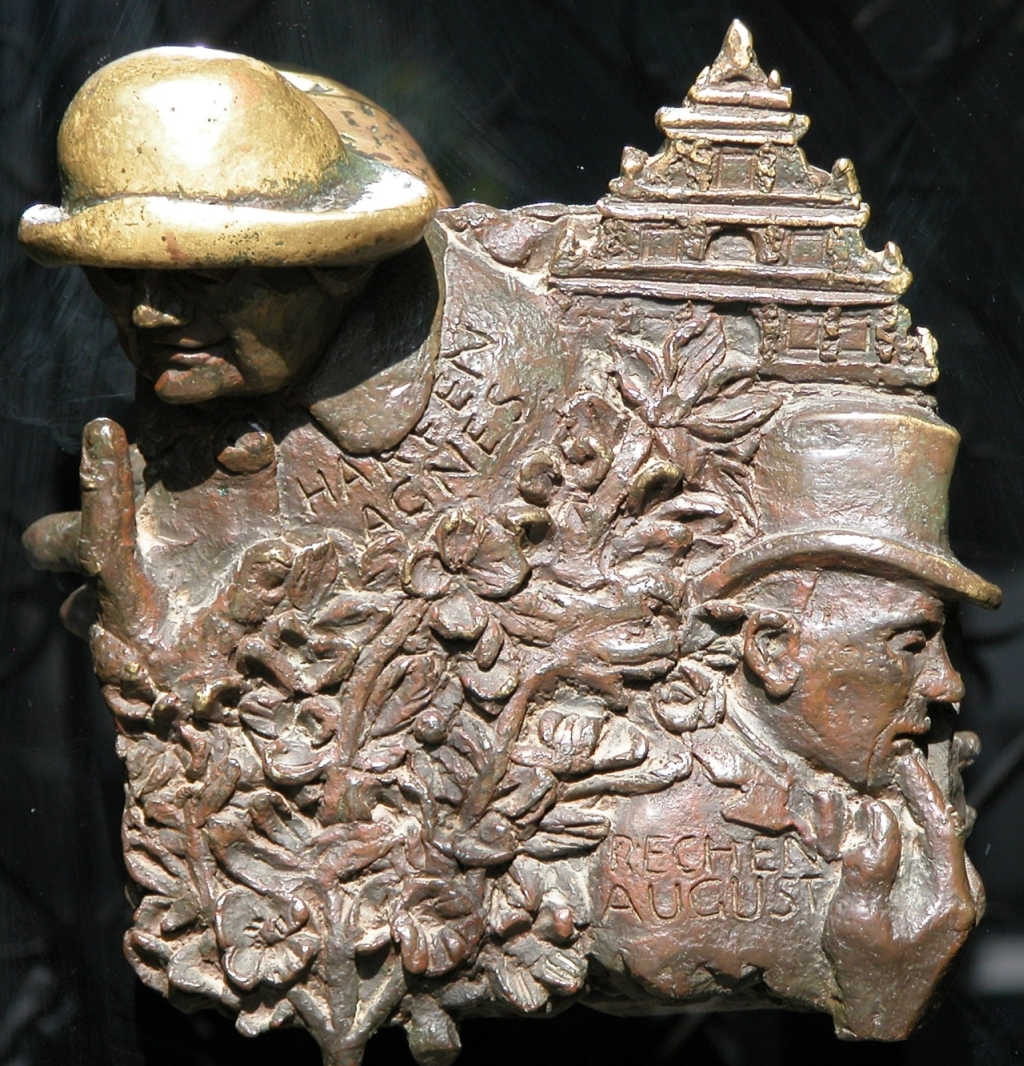
Türgriff am Braunschweiger Rathaus. Er zeigt Harfen-Agnes (links) und Rechen-August (rechts).

Rechen-August, mit bürgerlichem Namen August Louis Martin Ernst Tischer (* 8. August 1882 in Braunschweig; † 13. Juni 1928 ebenda), war eines von mehreren Stadtoriginalen in Braunschweig zu Beginn des 20. Jahrhunderts. Er war fähig, als Rechenkünstler komplizierte Rechenaufgaben in Sekundenschnelle im Kopf zu lösen, und gewann mit dieser Inselbegabung kurzzeitig überregionale Bekanntheit.

## Leben
August Tischer war der Sohn von Caroline Friedrieke Tischer, geb. Steinhof und des Lokomotivheizers Carl Heinrich Wilhelm Tischer. Er wuchs in ärmlichen Verhältnissen auf und musste nach dem Tod des Vaters deshalb seiner Mutter helfen, den Lebensunterhalt für beide zu verdienen.

### Mathematische Begabung
Schon in der Schule Sophienstraße fiel Tischer dadurch auf, dass er acht- bis zehnstellige Zahlen mühelos und äußerst schnell im Kopf dividieren und multiplizieren konnte, und war deshalb, was das Rechnen anbetraf, in Braunschweig bald als „Wunderkind“ bekannt, ohne dass er seine mathematischen Fähigkeiten selbst erklären konnte. Im Gegensatz dazu waren seine schulischen Leistungen in anderen Fächern durchweg unterdurchschnittlich.
Nachdem er die Schule verlassen hatte, begann er eine Schlosserlehre, die er jedoch abbrach. Tischer konzentrierte sich mehr und mehr auf das Lösen komplizierter Rechenaufgaben, das ihn so in Anspruch nahm, dass er darüber alles andere scheinbar vergaß und für Außenstehende wie geistig abwesend wirkte. So musste er sein Leben mit Gelegenheitsarbeiten fristen. Eine bestand darin, dass er aufgrund seiner bekannten Rechenkünste und Zuverlässigkeit für verschiedene Braunschweiger Viehhändler Tiertransporte nach Süddeutschland übernahm.
Aufgrund seines phänomenalen Zahlengedächtnisses und seiner Rechenkünste wurde ihm um 1910 angeboten, in Varietés in ganz Deutschland aufzutreten, was er anfänglich auch mit großem Erfolg tat. Als „Rechen-August“, Markenzeichen: schwarzer Gehrock, weißer Binder, verbeulter Zylinder und eine weiße Chrysantheme im Knopfloch, hielt sich der große, schlanke Mann in zahlreichen Großstädten mehr oder weniger lange auf und führte seine erstaunlichen Rechenkunststücke vor, so z. B. in Hamburg, wo er einen Monat lang in verschiedenen Häusern auftrat.
Da er aber nie ein festes Engagement bekam und aufgrund seiner Gutgläubigkeit mehrfach um seine Gage betrogen wurde, kehrte er schließlich in seine Heimatstadt zurück, wo er wieder von Lokal zu Lokal zog und für Geld von den Gästen gestellte Rechenaufgaben löste. Mittlerweile überregional populär geworden, trat er auch zusammen mit „Harfen-Agnes“, einem anderen Braunschweiger Original der Jahrhundertwende, in Braunschweig auf und gab Autogramme auf Postkarten mit seinem Bildnis.

### Objekt wissenschaftlicher Untersuchungen
Seine „Kunst“ hatte Tischer in der Zwischenzeit so weit verfeinert, dass er auch fähig war, zu Geburts- oder Hochzeitstagen die exakten Wochentage zu nennen. In den Jahren vor dem Ersten Weltkrieg wurde er deshalb mehrfach von Wissenschaftlern getestet, die versuchten, entweder seinen – wie sie vermuteten – „Tricks“ auf die Schliche zu kommen oder aber das Geheimnis seiner Rechenkünste zu ergründen. Diese Untersuchungen verliefen jedoch allesamt ergebnislos. Auch der Ordinarius für Mathematik der Technischen Hochschule Braunschweig, der sich öfters mit Tischer über dessen Fähigkeiten unterhielt, versuchte die Ursachen der einseitigen Begabung zu ergründen, konnte aber schließlich nur feststellen, dass diese „auf Kosten der seelischen Harmonie“ gingen.

### Letzte Jahre und Tod
Mit Ausbruch und Fortdauer des Krieges verschlechterte sich Tischers Lebenssituation rapide. Weil die Menschen in diesen unsicheren Zeiten ihr Geld stärker zusammenhielten, verdiente er immer weniger, gleichzeitig verschlechterte sich sein Gesundheitszustand und seine Rechenkünste schwanden. Es geschah des Öfteren, dass sich „Rechen-August“ verrechnete, ein Umstand, der ihm psychisch sehr zusetzte. Schließlich starb er im Städtischen Krankenhaus an „Lungenschwindsucht“ und wurde auf dem Braunschweiger Hauptfriedhof beigesetzt.
Bei der Obduktion wurde festgestellt, dass Tischers Gehirn mit 1.690 Gramm fast 400 Gramm schwerer als ein „normales“ war. Das für die Pathologie konservierte Gehirn wurde beim Bombenangriff am 15. Oktober 1944 zerstört.

## Nachleben

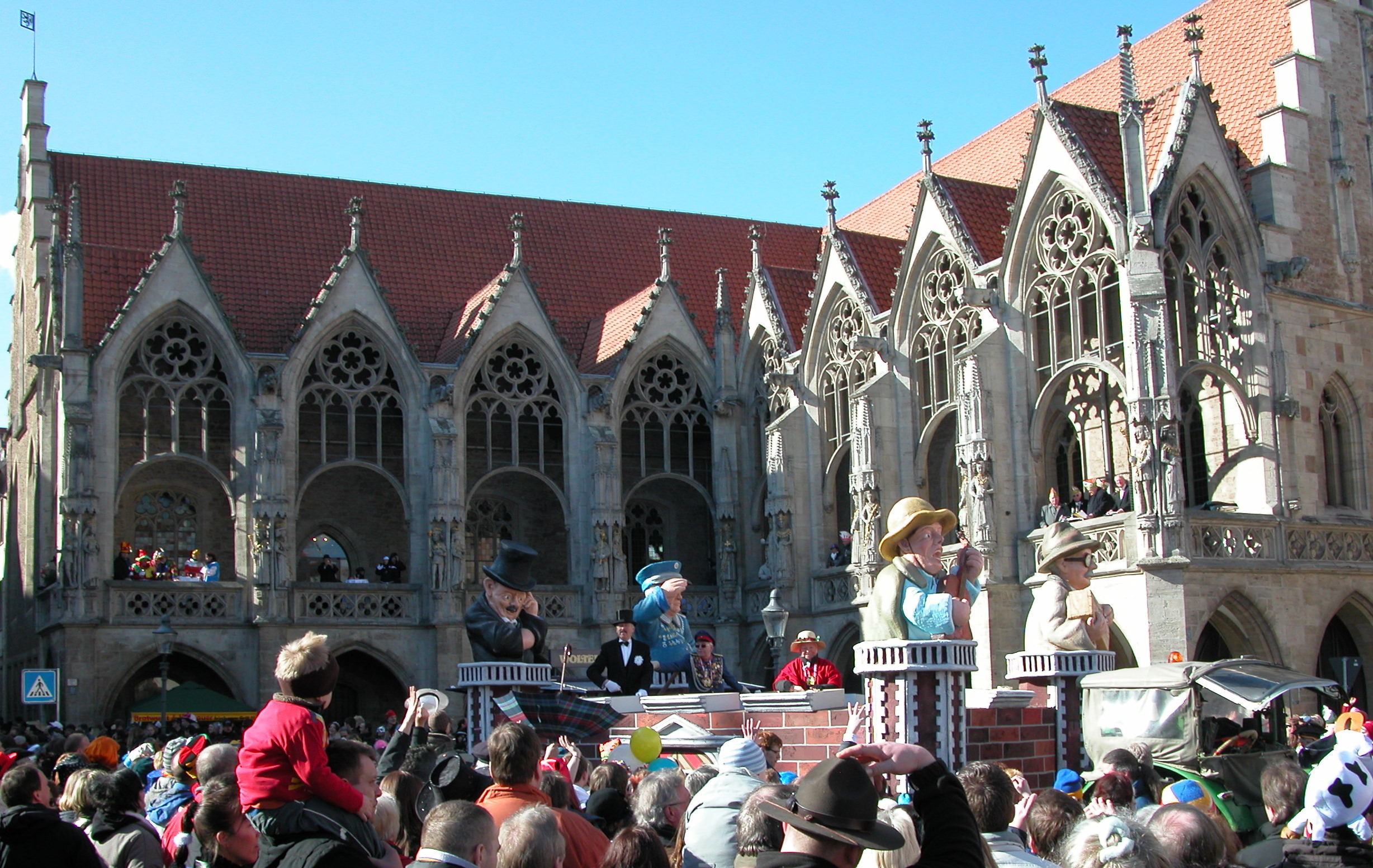
Schoduvel 2011: Ein Wagen auf dem Altstadtmarkt (im Hintergrund das Altstadtrathaus) mit den vier bekanntesten Braunschweiger Stadtoriginalen: (v. l. n. r.) Rechen-August, Deutscher Hermann, Harfen-Agnes und der Tee-Onkel.

Rechen-August zählt zusammen mit Harfen-Agnes, Deutschem Hermann und Tee-Onkel zu den – auch heute noch – bekanntesten Originalen der Stadt Braunschweig.